# Andrés Álvarez Guerra
Andrés Álvarez Guerra (Zafra, 28 de abril de 1775 - París, d. de 1840) fue un militar, agrónomo y escritor español, hermano del filósofo y militar José Álvarez Guerra y el agrónomo, periodista y ministro Juan Álvarez Guerra.

## Biografía
Era hijo de los hacendados Francisco Álvarez y de Ana Guerra. Con la Guerra de la Independencia fue nombrado por la Junta de Extremadura en 1808 coronel del regimiento de Cazadores de Zafra que había pagado, armado y vestido él mismo a cambio de esa distinción, sin sueldo, pero fue destituido del mando el 23 de junio de 1810 y suspendido de graduación por irregularidades burocráticas en las que también estuvo implicado su hermano José, también militar en este regimiento autoformado, aunque el general Joaquín Blake no encontró hechos para acusarles de nada. Se retiró a vivir a Almendral (Badajoz), y publicó su defensa en Apelación al público (Isla de León, 1811). Después publicó Ensayo de un reglamento militar interino o de campaña (sin año, pero escrito en Badajoz en 1812 y publicado en Sevilla). Publicó después Indicaciones político-militares, del estado de la Nación Española (Madrid, 1814) y tres cuadernos titulados Crédito nacional, o sea hacienda pública dirigida por el sistema de crédito (1 y 2, Badajoz, 1820; 3, ídem, 1821), con los que pensaba impulsar la agricultura nacional, el crédito y, en un colosal arbitrismo, toda la organización económico-social de la Nación; solicitó, incluso, la reunión de Cortes extraordinarias en 1822 para discutir sus proyectos. Empezaba a experimentar síntomas de locura que aquejaron también, al parecer, a su hermano José al final de sus días.
En 1827, 1828 y 1831 publicó su Invento Ceres, arbitrio famoso que va a convertir España en un vergel, por el que obtuvo un privilegio el 18 de julio de 1827; consistía esta invención en realidad en un nuevo tipo de arado valenciano modificado; intentó ofrecerlo a la Sociedad Económica de Amigos del País de Valencia. Escribió asimismo un artículo en el Semanario de Agricultura y Artes en ese mismo año, pero como no se le hacía caso alguno y se discutían sus inventos solicitó licencia absoluta en 1833 y permiso para expatriarse y en ese mismo año ya estaba en Bayona (Francia). Su locura se agravó y en septiembre de 1834 se encontraba encerrado por completa enajenación mental en el hospicio de Bicêtre (París). Avisados sus parientes, su hermano Juan solicitó en ese mismo año que se le abonara su sueldo de coronel y todavía el 21 de mayo de 1840 reiteraba para su hermano, que seguía en París, la asistencia y el abono de sueldos. Después no se tienen más datos.

## Obras
- Apelación al público (Isla de León, 1811)
- Ensayo de un reglamento militar interino o de campaña (sin año, pero escrito en Badajoz en 1812 y publicado en Sevilla)
- Indicaciones político-militares, del estado de la Nación Española (Madrid, 1814)
- Crédito nacional, o sea hacienda pública dirigida por el sistema de crédito, tres cuadernos, los dos primeros en Badajoz, 1820; el tercero en Badajoz, 1821.
- Invento de Ceres, o sea método de proceder, por el cual la agricultura va a tener un adelanto considerable propio por diez años del coronel suspenso... Badajoz, Imprenta de la Capitanía General, 1827.
- Invento Ceres, arbitrio famoso que va a convertir España en un vergel